# ماي (مغنية)
ماي (باليابانية: 工藤舞) هي مغنية وتارينتو يابانية، ولدت في 7 مايو 1984.

## وصلات خارجية
- الموقع الرسمي